# Goldene-Nadel-Nähschule
Die Goldene-Nadel-Nähschule war eine Untergrundschule für Frauen im afghanischen Herat während der Herrschaft der Taliban.
Weil Frauen der Schulbesuch verboten war, gründeten Autorinnen des Herater Literaturzirkels eine Gruppe, die sich „Nähzirkel von Herat“ nannte. Diese Gruppe gründete um 1996 die Goldene-Nadel-Nähschule.
Die Frauen besuchten die Schule dreimal wöchentlich, scheinbar um zu nähen, doch stattdessen hörten sie Vorlesungen von Literaturprofessoren der Universität von Herat. Kinder, die draußen spielten, hielten Wache und warnten sie rechtzeitig vor den Religionswächtern, so dass sie Zeit hatten, ihre Bücher zu verstecken und das Nähzeug hervorzuholen.